# Diceros bicornis bicornis
 (mai 2025).
Si vous disposez d'ouvrages ou d'articles de référence ou si vous connaissez des sites web de qualité traitant du thème abordé ici, merci de compléter l'article en donnant les références utiles à sa vérifiabilité et en les liant à la section « Notes et références ».
 (mai 2025).
La mise en forme du texte ne suit pas les recommandations de Wikipédia : il faut le « wikifier ».
Les points d'amélioration suivants sont les cas les plus fréquents :
- Les titres sont pré-formatés par le logiciel. Ils ne sont ni en capitales, ni en gras.
- Le texte ne doit pas être écrit en capitales (les noms de famille non plus), ni en gras, ni en italique, ni en « petit »…
- Le gras n'est utilisé que pour surligner le titre de l'article dans l'introduction, une seule fois.
- L'italique est rarement utilisé : mots en langue étrangère, titres d'œuvres, noms de bateaux, etc.
- Les citations ne sont pas en italique mais en corps de texte normal. Elles sont entourées par des guillemets français : « et ».
- Les listes à puces sont à éviter, des paragraphes rédigés étant largement préférés. Les tableaux sont à réserver à la présentation de données structurées (résultats, etc.).
- Les appels de note de bas de page (petits chiffres en exposant, introduits par l'outil «  Source ») sont à placer entre la fin de phrase et le point final[comme ça].
- Les liens internes (vers d'autres articles de Wikipédia) sont à choisir avec parcimonie. Créez des liens vers des articles approfondissant le sujet. Les termes génériques sans rapport avec le sujet sont à éviter, ainsi que les répétitions de liens vers un même terme.
- Les liens externes sont à placer uniquement dans une section « Liens externes », à la fin de l'article. Ces liens sont à choisir avec parcimonie suivant les règles définies. Si un lien sert de source à l'article, son insertion dans le texte est à faire par les notes de bas de page.
- La présentation des références doit suivre les conventions bibliographiques. Il est recommandé d'utiliser les modèles {{Ouvrage}}, {{Chapitre}}, {{Article}}, {{Lien web}} et/ou {{Bibliographie}}. Le mode d'édition visuel peut mettre en forme automatiquement les références.
- Insérer une infobox (cadre d'informations à droite) n'est pas obligatoire pour parachever la mise en page.

Pour une aide détaillée, merci de consulter Aide:Wikification.
Si vous pensez que ces points ont été résolus, vous pouvez retirer ce bandeau et améliorer la mise en forme d'un autre article.
Le rhinocéros noir du Sud, rhinocéros à lèvres crochues du Sud ou rhinocéros du Cap (Diceros bicornis bicornis) est une sous-espèce éteinte du rhinocéros noir qui était autrefois abondante en Afrique du Sud, depuis la province du Cap jusqu’au Transvaal, le sud de la Namibie, et peut-être aussi au Lesotho et dans le sud du Botswana. Les zoos, sanctuaires pour animaux et centres de conservation utilisent ce même nom scientifique en tant que référence indicative pour le rhinocéros noir du sud-centre qui subsiste encore. Cette ancienne sous-espèce a été amenée à l’extinction vers 1850 en raison de la chasse excessive et de la destruction de son habitat.[1][2]

## Taxonomie
On ne sait pas d’où provient le spécimen original (l’holotype) sur lequel Carl Linnaeus s’est basé en 1758 pour nommer Rhinoceros bicornis. Il a même été proposé qu’il s’agissait en réalité du crâne d’un rhinocéros indien (Rhinoceros unicornis) auquel on aurait ajouté une deuxième corne falsifiée, Linnaeus ayant à tort indiqué l’Inde comme aire de répartition.[3] Cette erreur a été officiellement corrigée en 1911 lorsque O. Thomas a déclaré que le Cap de Bonne-Espérance était la localité type de D. bicornis.[4] Par conséquent, cette population forma la base de la sous-espèce nominale du rhinocéros noir. Plus tard, cette sous-espèce fut souvent confondue avec le rhinocéros noir du sud-ouest, mais ce dernier doit être considéré comme une sous-espèce distincte (D. bicornis occidentalis).[1][5]

## Description
D. bicornis bicornis était la plus grande de toutes les sous-espèces de rhinocéros noirs. Bien que la différenciation des sous-espèces repose principalement sur les proportions du crâne et du corps ainsi que sur des détails de la dentition, l’apparence externe de cette sous-espèce du Sud n’est pas exactement connue car aucune photo n’existe. Le crâne était le plus grand parmi toutes les sous-espèces connues et proportionnellement grand par rapport au corps. Les membres étaient courts mais élancés et les plis de la peau étaient probablement peu prononcés.[2]

## Écologie
Cette sous-espèce était limitée aux régions bien végétalisées, contrairement à d’autres qui sont bien adaptées aux conditions désertiques.

## Statut UICN
Comme l’UICN considère que les populations vivantes du rhinocéros noir du nord de la Namibie (D. bicornis occidentalis) appartiennent à D. bicornis bicornis, cette dernière est listée comme « vulnérable » au lieu d’« éteinte ».[6] Cette synonymie, fondée sur du Toit (1987)[7], a cependant été jugée erronée par Groves et Grubb (2011).[5]